# Spartans Distrito Capital
Spartans Distrito Capital es un equipo profesional de baloncesto venezolano con sede en Caracas, estado Miranda. Compiten en la Conferencia Oriental de la Superliga Profesional de Baloncesto (SPB) y disputan sus partidos como locales en el Gimnasio José Joaquín Papá Carrillo del Parque Miranda.

## Historia
El club Spartans Distrito Capital fue fundado el 27 de mayo de 2019 con el fin de “impulsar el desarrollo del baloncesto venezolano en todos los niveles”. El club inició sus actividades en el Instituto Pedagógico de Caracas pero luego se trasladó al Gimnasio José Beracasa. En octubre de ese mismo año el equipo participó en la Liga Especial de Desarrollo.
El 1 de octubre de 2020, los Spartans fueron anunciados como uno de los 16 equipos que jugarán en la Superliga. El equipo ganó la temporada inaugural, capturando su primer título nacional detrás del MVP de la final Pedro Chourio.

## Pabellón

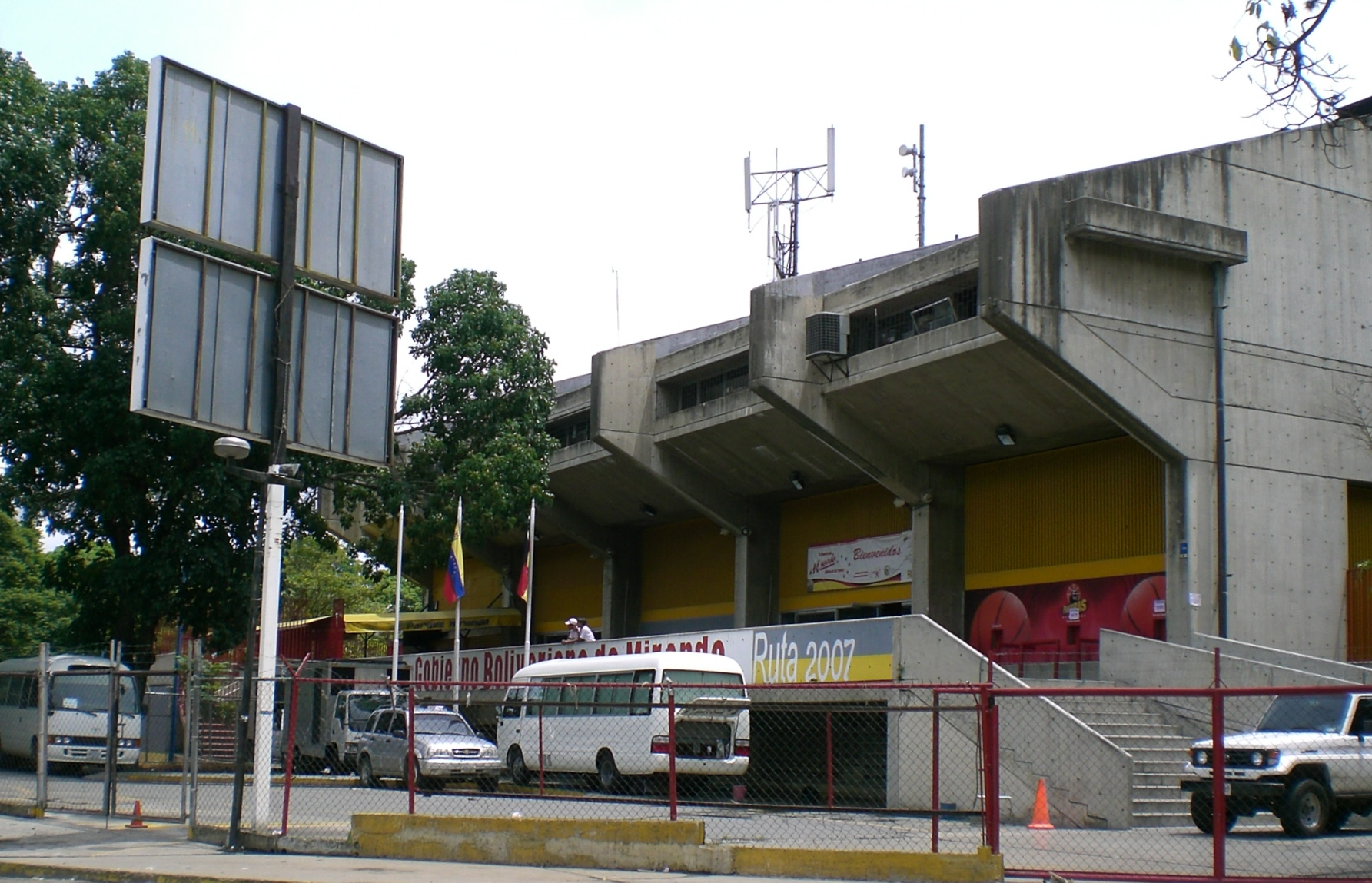
Exterior del Gimnasio José Joaquín Papá Carrillo.

El gimnasio José Joaquín Papá Carrillo es un pabellón o domo multiusos. Se ubica en Los Dos Caminos, específicamente en la avenida Rómulo Gallegos de Sebucán, municipio Sucre del estado Miranda.
Forma parte del Complejo Deportivo Parque Miranda y fue la sede del voleibol durante los IX Juegos Panamericanos Caracas 1983. Es una propiedad pública administrada por el Gobierno del estado Miranda, a través del Instituto de Deportes Regional Mirandino (Idermi). 
Es una de las dos instalaciones aprobadas y utilizadas regularmente en el Distrito Metropolitano de Caracas por la Superliga Profesional de Baloncesto de Venezuela —el otro es el Gimnasio José Beracasa—. El gimnasio José Joaquín «Papá» Carrillo es la instalación deportiva de menor capacidad, con 3500 espectadores aproximadamente.

## Jugadores

### Plantilla 2022
| Num                        | Nac.                 | Jugador           | Pos | Altura | Edad    |
|                            | Bandera de Venezuela | Ángel Blanco      | B   | 1,79 m | 28 años |
|                            | Bandera de Venezuela | Kender Urbina     | B   | 1,75 m | 20 años |
|                            | Bandera de Venezuela | Yohanner Sifontes | B   | 1,92 m | 29 años |
|                            | Bandera de Venezuela | Melvin Zambrano   | E   | 1,93 m | 29 años |
|                            | Bandera de Venezuela | Nelson Palacios   | A   | 1,90 m | 32 años |
|                            | Bandera de Venezuela | Elian Centeno     | AP  | 2,00 m | 24 años |
|                            | Bandera de Venezuela | José Rodríguez    | AP  | 1,97 m | 31 años |
|                            | Bandera de Venezuela | Lenin López       | AP  | 1,98 m | 34 años |
|                            | Bandera de Venezuela | Eliézer Montaño   | P   | 2,06 m | 33 años |
|                            | Bandera de Venezuela | Windi Graterol    | P   | 2,04 m | 38 años |
| Entrenador: Néstor Salazar |                      |                   |     |        |         |

## Palmarés
- Superliga Profesional de Baloncesto (1) 2020.